# 금발카푸친
금발카푸친(Sapajus flavius)은 꼬리감는원숭이속, 즉 카푸친원숭이에 속하는 원숭이의 하나로 검은머리카푸친(Cebus apella) 군에 포함되어 있다. 멸종위급종으로 2006년에 재발견되었다. 이들의 원 서식지는 브라질 북부 지역이며, 약 180여 마리만에 남아있는 것으로 추정되고 있다.

## 분류
금발카푸친은 1648년에 게오르그 마크그레이브가 처음 기술했다. 1774년 요한 크이스티앙 다니엘 폰 슈레버가 Simia flavia라는 이름으로 독립된 종으로 분류했었지만, 어떤 견본도 없이 오랫동안 지내왔다. 이는 2006년 연구자들이 이 종의 신기준 표본을 만들때까지 이어졌다. 금발카푸친에 대한 신기준 표본을 지정하며 작성한 글에서, 드 올리베이라(de Oliveira)와 랭구스(Langguth)는 마크그레이브와 슈레버의 이 카푸친에 대한 기술이 일치한다고 확인했으며, 1774년의 슈레버의 공로를 인정하여 C. flavius라는 학명을 부여했다.
같은 해 2006년, 멘데스 폰테스와 몰타는 새로운 종, C. queirozi을 보고했다. 그러나 드 올리베이라와 그의 공저자들은 이미 관련 연구가 존재함을 지적했다. 다시 말해, 마크그레이브와 슈레버의 표본과 멘데스 폰테스와 몰타가 제시한 기준 표본이 같은 종이라는 사실이었다. 그래서 C. queirozi는 이명으로 간주되었다. 라일랜즈와 미터마이어는 올리베이라와 랭구스의 시각을 따랐다.

## 분포
이 종들은 대서양림 북동부에 서식하며, 브라질 북동부 지역인 파라이바, 페르남부쿠, 알라고아스주에 걸쳐 분포한다.

## 형태학
몸의 털은 전체적으로 금빛을 띠며, 머리 윗부분은 희끄무레하다. 얼굴은 핑크빛, 손바닥과 발은 검다. 몸 길이는 35-40 cm이며, 꼬리는 거의 일정하다. 몸무게는 2–3 kg 정도이다.